# Capo Murro di Porco, Penisola della Maddalena e Grotta Pellegrino
Capo Murro di Porco, Penisola della Maddalena e Grotta Pellegrino este o arie protejată (arie specială de conservare — SAC, sit de importanță comunitară — SCI) din Italia întinsă pe o suprafață de 172 ha, integral pe uscat.

## Localizare
Centrul sitului Capo Murro di Porco, Penisola della Maddalena e Grotta Pellegrino este situat la coordonatele 37°01′17″N 15°19′14″E / 37.021515°N 15.320524°E.

## Înființare
Situl Capo Murro di Porco, Penisola della Maddalena e Grotta Pellegrino a fost declarat sit de importanță comunitară în septembrie 1995 pentru a proteja 26 de specii de animale. Situl a fost protejat și ca arie specială de conservare în decembrie 2017.

## Biodiversitate
Situată în ecoregiunea mediteraneană, aria protejată conține 9 habitate naturale: Sarcopoterium spinosum phryganas, Tufărișuri termo-mediteraneene și de pre-deșert, Recifuri, Faleze cu vegetație de Limonium spp. endemic de pe coastele mediteraneene, Iazuri temporare mediteraneene, Pseudostepă cu ierburi și specii anuale de Thero-Brachypodietea, Formațiuni scunde de Euphorbia în apropierea falezelor, Peșteri marine scufundate complet sau parțial, Tufărișuri halofile mediteraneene și termo-atlantice (Sarcocornetea fruticosi).
La baza desemnării sitului se află mai multe specii protejate:
- păsări (25): pescăruș albastru (Alcedo atthis), fâsă-de-câmp (Anthus campestris), pasărea ogorului (Burhinus oedicnemus), ciocârlie-cu-degete-scurte (Calandrella brachydactyla), Calonectris diomedea, prundăraș de sărătură (Charadrius alexandrinus), erete de stuf (Circus aeruginosus), erete cenușiu (Circus pygargus), dumbrăveancă (Coracias garrulus), egretă mică (Egretta garzetta), Eudromias morinellus, Falco naumanni, șoim călător (Falco peregrinus), muscar-gulerat (Ficedula albicollis), piciorong (Himantopus himantopus), Hydrobates pelagicus, sfrâncioc roșiatic (Lanius collurio), Larus audouinii, Larus genei, pescăruș-cu-cap-negru (Larus melanocephalus), ciocârlie de bărăgan (Melanocorypha calandra), viespar (Pernis apivorus), Phalacrocorax aristotelis, silvie de tufiș (Sylvia undata), chiră de mare (Thalasseus sandvicensis)
- reptile (1): elaphe situla (Zamenis situla)

Pe lângă speciile protejate, pe teritoriul sitului au mai fost identificate 7 specii de plante, 5 specii de păsări, 6 specii de nevertebrate, 5 specii de reptile.